# Bruay-la-Buissière

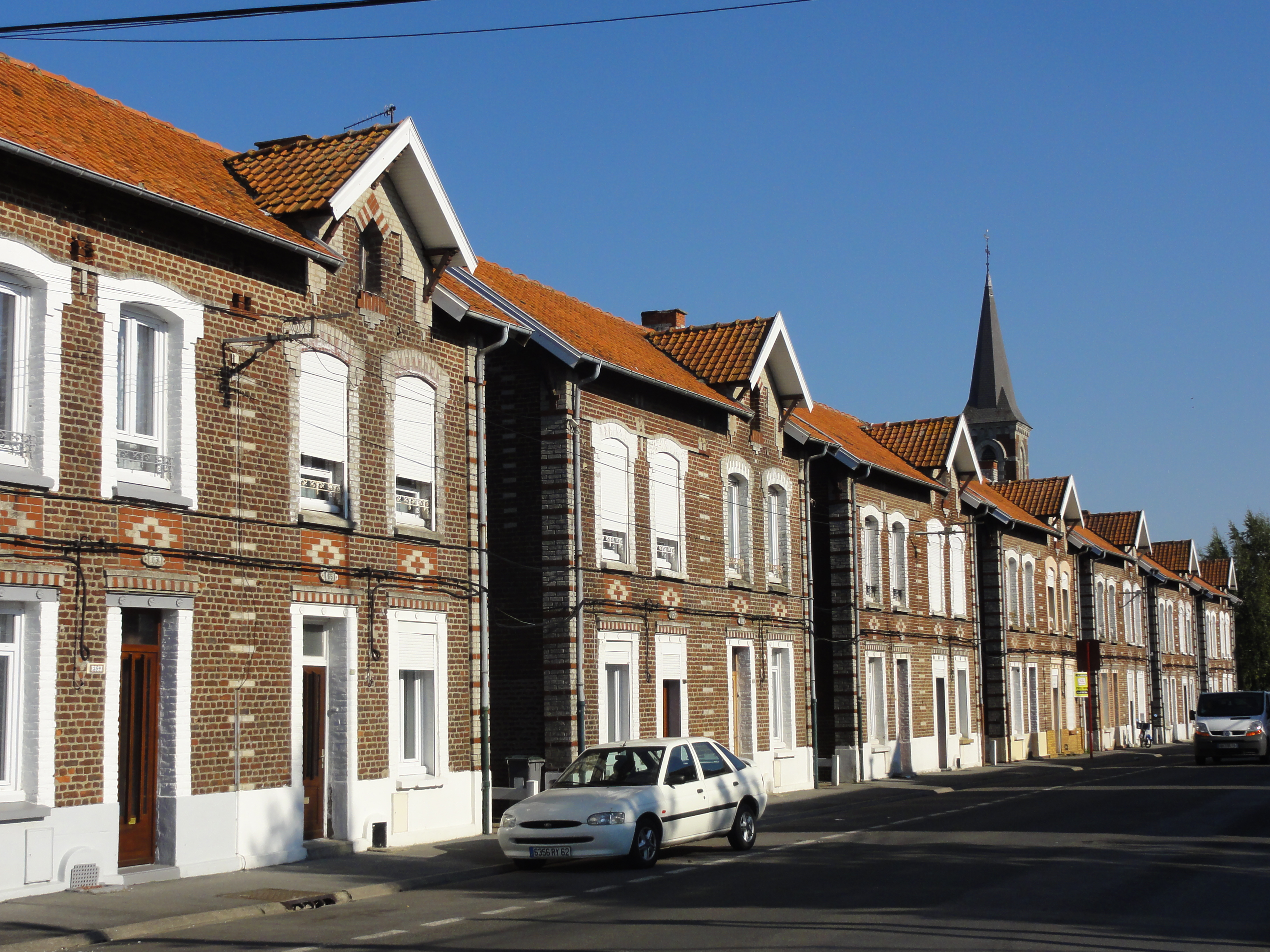

Bruay-la-Buissière este un oraș în Franța, în departamentul Pas-de-Calais, în regiunea Nord-Pas de Calais. Face parte din aglomerația orașului Béthune. 